# Студия 54
Эта статья посвящена нью-йоркскому клубу. Для статьи об одноименном фильме см. Студия 54 (фильм)
«Студия 54» (англ. Studio 54) — культовый ночной клуб и всемирно известная дискотека, прославившаяся легендарными вечеринками, жёстким фейс-контролем, беспорядочными половыми связями и непомерным употреблением наркотиков.

## Легендарный клуб
Клуб «Студия 54» открылся 26 апреля 1977 года в Нью-Йорке в здании бывшего театра на пересечении 54-й улицы Манхэттена и Бродвея. Здание было построено в 1927 году и до 1943 года использовалось в качестве театра, после чего перешло во владения телерадиовещательной компании Columbia Broadcasting Co. (CBS). Здание было переоборудовано в телестудию и получило название «Студия 52», так как стало 52-й по счёту студией компании.
Стив Рубелл и Иэн Шрагер, которые до этого занимались ресторанным и немного клубным бизнесом, задумали превратить студию в ночной клуб. Деньгами для осуществления планов их снабдил Джек Души, который запросил за помощь 50 % прибыли. Ремонт здания занял около года и стоил новым владельцам около 700 тысяч долларов. В дань истории новый клуб получил название «Студия 54» по названию улицы и прошлому названию телестудии.
Для организации открытия клуба была нанята Кармен Д’Алессио, задача которой состояла в приглашении «правильных» людей. На самую первую вечеринку были приглашены пять тысяч человек, многие из приглашённых так и не смогли попасть внутрь. С самого начала «Студия» отличалась жёстким фейс-контролем — попасть в неё могли далеко не все желающие, даже знаменитостей порой не пускали в клуб. Во многом благодаря такой политике клуб и стал знаменитым — дефицит рождает спрос. Один из владельцев, Стив Рубелл, лично отбирал публику, которой позволялось пройти в клуб; все остальные были готовы пойти на всё, чтобы попасть в «Студию 54» — предлагали взятки, раздевались догола, пытались пробраться внутрь через вентиляционные шахты. Иногда клуб оставался полупустым, хотя снаружи толпились сотни желающих.
Довольно большая часть интерьера сохранилась со старых времён, когда в здании располагался театр: балкончики, где размещались столики для гостей и где обычно занимались сексом, подмостки и сцена создавали театральную атмосферу. Кроме того декорации менялись к каждой вечеринке. По периметру танцпола были расставлены обтянутые серебряной тканью диваны, бар был инкрустирован бриллиантами. Танцпол был украшен анимированной картиной Man in the Moon с кокаиновой ложкой, с потолка распыляли кокаин. Клуб был оснащён лучшей по тем временам аппаратурой. На третьем этаже находилась «Резиновая комната» с кусками каучука на стенах, где также занимались сексом и употребляли наркотики. В подвале расположилась комната для VIP-гостей.
В конце 1970-х в Нью-Йорке царили свободные нравы — ВИЧ был обнаружен несколькими годами позже, а употребление наркотиков было обычным явлением. В «Студии» можно было безнаказанно употреблять наркотики и заниматься сексом с кем угодно, поэтому клуб стал местом обитания тех, чей стиль жизни представлял собой бесконечные вечеринки. Постоянными посетителями были Лайза Миннелли и Энди Уорхол, а также Элизабет Тейлор, Мик Джаггер с бывшей женой Бьянкой, Дайана Росс, Майкл Джексон, Арнольд Шварценеггер, Сильвестр Сталлоне, Джон Траволта, Кельвин Кляйн, Рудольф Нуреев, Михаил Барышников, Дебора Харри, Джиа Каранджи и многие другие. Но публика состояла не только из знаменитостей, но и из самых простых людей.
14 декабря 1978 года в «Студию 54» ворвались агенты американской налоговой службы. Они обнаружили в клубе кокаин и большое количество пачек с купюрами, которые составляли незадекларированную прибыль. Ежедневный доход был оценён в 70 тыс. долларов, что означало сокрытие налогов на сумму 2,5 млн долларов за год. Владельцы были арестованы и приговорены к 3,5 годам заключения, из которых провели в тюрьме лишь тринадцать месяцев. На прощальную вечеринку 4 февраля 1980 года пришли среди прочих гостей Ричард Гир, Джиа Каранджи и Сильвестр Сталлоне (именно он, по легенде, купил последний алкогольный напиток), а Лайза Миннелли спела свой хит «New York, New York».
Новыми владельцами стали Майк Флэчмен, Кармен д’Алессио и Майкл Оверингтон, которые в качестве консультантов наняли Рубелла и Шрагера после их выхода на свободу. «Студия 54» вновь открылась в сентябре 1981 года. Мода на диско закончилась, возможность заражения СПИДом делала случайные сексуальные связи опасными. Клуб потерял прежний статус и был окончательно закрыт в 1986 году.

## Новая эра
После закрытия клуба в Нью-Йорке, новая «Студия 54» в 1995 году обосновалась в Эм-Джи-Эм Гранд в Лас-Вегасе, но в связи с реновацией всего развлекательного комплекса закрылся и этот клуб.
А старое нью-йоркское здание опять стали использовать в качестве театра, в том числе для новой инсценировки мюзикла «Кабаре» Сэма Мендеса (с 1998 года).

## В кинематографе
- В 1998 году Марком Кристофером был снят одноимённый фильм «Студия 54» с Райаном Филлиппом в главной роли. Фильм повествует о молодом человеке, который благодаря своей работе барменом в ночном клубе добился небывалой славы и успеха.
- В 8-й серии 1-го сезона телесериала «Хранилище 13» говорится об артефакте — дискошаре «Студии 54», который впитал в себя всю похоть и порочность людей, занимавшихся в этом клубе беспорядочным сексом и употреблением наркотиков.
- «Студия 54» упоминается в 12-й серии 6-го сезона сериала «Секс в большом городе» (Михаил Барышников играет там себя, но под изменённым именем Александр Петровский) и в 9-й серии 5-го сезона телесериала «Сплетница».
- История Джии Каранджи, завсегдательницы клуба, легла в основу фильма «Джиа» c Анджелиной Джоли в главной роли.
- История «Студии 54» показана в документальном фильме «Studio 54», снятом режиссёром Мэттом Тирнауром и показанном 21 января 2018 года. О создании, расцвете и закрытии клуба рассказывают его основатели и совладельцы: Стив Рубелл и Йен Шрагер.
- В фильме «Хранители» (2009) Зака Снайдера в начальных титрах на фоне «Студии 54» фотографируется супергерой Озимандия (так же, среди прочих гостей клуба, в кадре можно наблюдать Дэвида Боуи).